# Theotima ruina
Theotima ruina är en spindelart som beskrevs av Willis J. Gertsch 1977. Theotima ruina ingår i släktet Theotima och familjen Ochyroceratidae. Inga underarter finns listade i Catalogue of Life.